# ساوت اودن (یوتا)
ساوت اودن (به انگلیسی: South Ogden) شهری در ایالت یوتا کشور ایالات متحده آمریکا است که جمعیت آن در سرشماری سال ۲۰۱۰ میلادی، ۱۶٬۵۳۲ نفر بوده‌است.